# Zingiber kelabitianum
Zingiber kelabitianum là một loài thực vật có hoa trong họ Gừng. Loài này được Ida Theilade và Hanne Christensen miêu tả khoa học đầu tiên năm 1998. Tên gọi trong tiếng Kerabit là tubuh berak sia[h] nghĩa là gừng lợn lớn.

## Mẫu định danh
Mẫu định danh: Apu & Christensen H. 313; thu thập ngày 7 tháng 8 năm 1993 ở cao độ 1.100 m, tọa độ 3°40′0″B 115°50′0″Đ / 3,66667°B 115,83333°Đ (tọa độ này thiếu chính xác, theo bản đồ Google thì tọa độ này nằm trong tỉnh Bắc Kalimantan, Indonesia, tọa độ của Pa Dali[h] là khoảng 3°33′57″B 115°33′18″Đ / 3,56583°B 115,555°Đ), gần Pa Dali[h], khoảng 30 km phía nam Bario, huyện Marudi, tỉnh số 4 (nay là tỉnh Miri), bang Sarawak, Malaysia. Mẫu holotype lưu giữ tại Đại học Aarhus (AAU), mẫu isotype lưu giữ tại Vườn Thực vật Hoàng gia tại Kew (K).

## Từ nguyên
Tính từ định danh kelabitianum lấy theo người Kelabit sinh sống trên cao nguyên Kelabit ở đông bắc bang Sarawak.

## Phân bố
Loài bản địa khu vực đông bắc đảo Borneo, từ cao nguyên Kelabit ở đông bắc bang Sarawak tới bang Sabah (Malaysia) và tây bắc tỉnh Bắc Kalimantan (Indonesia). Môi trường sống là rừng mưa thường xanh gần miền núi, cao độ 900-1.200 m; tại cao nguyên Kelabit, Vườn quốc gia Gunung Mulu, Vườn quốc gia Pulong Tau, Vườn quốc gia Kayang Mentarang, dãy núi Crocker và dãy núi Trus Madi.

## Phân loại
Loài này thuộc tổ Zingiber.

## Mô tả
Chồi lá cao 3–4 m. Cá bẹ lá có lông dài, mềm, màu nâu-vàng che phủ, đặc biệt là về phía các rìa xù lông màu nâu hạt dẻ. Lưỡi bẹ 2 thùy, dài 3–4 cm, được lông dài, mềm, màu nâu-vàng che phủ, màu nâu hạt dẻ. Cuống lá có lông tơ dài. Lá thuôn dài, 45-55 × 8–10 cm, mặt trên nhẵn nhụi, mặt dưới thưa lông lụa áp ép, gân giữa mặt dưới rậm lông tơ, đáy thon nhỏ dần, đỉnh nhọn thon. Cụm hoa mọc từ thân rễ, thẳng đứng nhiều hay ít. Cán hoa mập, dài 20–25 cm; các bẹ dài 7 cm, màu đỏ tươi. Cành hoa bông thóc hình trứng hoặc hình trụ, 12-15 × 7-8,5 cm, đỉnh thuôn tròn rộng. Lắc hình elip, 5,5-6,5 × 3,3-3,5 cm, chứa chất nhầy, rậm lông tơ, màu đỏ tươi, đỉnh cong xuống, nhọn. Lá bắc con hình mác, 3 × 1 cm. Đài hoa dài 3 cm, màu trắng. Tràng hoa dài 7,2 cm, màu trắng-kem; thùy tràng lưng 3 × 1,3 cm; các thùy tràng bên 2,1 × 0,9 cm, rời. Cánh môi dài 6,4 cm, màu trắng-kem; thùy giữa thuôn dài, 1,3 × 0,9 cm, cắt cụt; các thùy bên thuôn dài, 0,9 × 0,6 cm. Bao phấn 12 mm, màu kem. Phần phụ 1,5 cm, màu trắng-kem. Ra hoa tháng 8.
Có quan hệ gần với Z. pachysiphon ở chỗ lưỡi bẹ dài, lá to và cụm hoa mập hình trụ với các lá bắc cong xuống. Nó khác ở chỗ rậm lông màu nâu-vàng trên bẹ lá và lưỡi bẹ, các lá thuôn dài to hơn, lá bắc có lông tơ màu đỏ tươi, lá bắc con dài hơn, các thùy bên của cánh môi rời và khá phát triển. Ở Z. pachysiphon thì lá bắc con ngắn hơn đáng kể so với đài hoa còn cánh môi thì 3 thùy nông.

## Sử dụng
Người Kelabit dùng các chồi lá non có hương thơm làm rau (ăn như rau sống lẫn rau chế biến). Cụm hoa dùng làm thuốc chữa bệnh cho chó, bằng cách cho một cụm hoa vào ấm nước đun sôi rồi để nguội khoảng 1 h, sau đó vắt cụm hoa lấy dịch chiết chấy nhầy cho chó uống. Tiềm năng nông học của loài này thấp do cây lớn chậm, nhưng có thể sử dụng làm cây cảnh với các cụm hoa mập, đẹp, màu đỏ.